# Ньопре
Ньопре (на френски: Neupré) е селище в Югоизточна Белгия, окръг Лиеж на провинция Лиеж. Населението му е около 9800 души (2006).